# (16953) Besicovitch
(16953) Besicovitch (1998 KE5) – planetoida z grupy pasa głównego asteroid okrążająca Słońce w ciągu 5,57 lat w średniej odległości 3,14 j.a. Odkryta 27 maja 1998 roku.